# Dalvey
Dalvey är en ort i Jamaica.   Den ligger i parishen Parish of Saint Thomas, i den östra delen av landet, 60 km öster om huvudstaden Kingston. Dalvey ligger 49 meter över havet och antalet invånare är 3 037. Den ligger på ön Jamaica.
Terrängen runt Dalvey är platt söderut, men åt nordväst är den kuperad. Havet är nära Dalvey åt sydost.  Närmaste större samhälle är Morant Bay, 17,3 km väster om Dalvey. 